# Prix Gisèle Halimi
Le prix Gisèle Halimi est un prix de littérature française créé en 2023 par l'Association des Avocats Franco-Tunisiens, fondée par l'avocate Samia Maktouf. Le prix est décerné aux auteurs ou autrices d'une œuvre de fiction en langue française qui évoque le courage et le combat des femmes pour leur liberté, mais aussi pour l'égalité entre hommes et femmes.
 Ne pas confondre avec le « Prix Gisèle Halimi de l'éloquence » créé en 2017 par la Fondation des Femmes.

## Lauréats
| Année | Lauréat           | Œuvre                             | Édition      |
| ----- | ----------------- | --------------------------------- | ------------ |
| 2024  | Abnousse Shalmani | J'ai péché, péché dans le plaisir | Grasset      |
| 2023  | Cécile Tlili      | un simple diner                   | Calmann-Lévy |